# Пугачова Наталія Яківна
Наталія Яківна Пугачова (28 жовтня 1935 — 26 жовтня 2019) — удмуртська співачка, учасниця гурту «Бурановські бабусі». Народна артистка Удмуртії. Разом з гуртом брала участь у Пісенному конкурсі Євробачення 2012 у Баку, де стала найстаршою учасницею.
Померла 26 жовтня 2019 року внаслідок онкозахворювання. Похована в рідному селі Бураново.